# El hombre de Walter
El hombre de Walter es un mediometraje uruguayo de 1995. Dirigido por Carlos Ameglio y basado en un cuento del escritor Mario Levrero, el que a su vez se habría inspirado en la biografía del neurólogo y experto en robótica y neurofísica William Grey Walter, está protagonizado por Gustavo Escanlar, Eleana Burnet, Ricardo Couto y Adriana Figueroa.
La banda sonora de la película incluye una particular versión de la canción «Un beso y una flor», popularizada por Nino Bravo, interpretada por el grupo de rock Trotsky Vengarán.

## Protagonistas
| - Gustavo Escanlar - Eleana Burnet - Ricardo Couto - Adriana Figueroa - Rosario González | - Daniela Luna - Roberto Fontana - Omar Bouhid - Gabriela Martínez - Ana Inés Rodríguez Larreta |

## Premios
- Mejor película en el «Espacio Uruguay» del Festival Internacional de Cinemateca Uruguaya (1996).[5]
- Mención mejor director y mejor película en el «Espacio Ficción» del US International Film & Video Festival (1996).[6]
- Mejor película de cine de vanguardia en el «Espacio Nuevo Cine Latinoamericano» en el Festival Internacional de Río de Janeiro (1996).[6]